# Boggy Depot
Albums de Jerry Cantrell
Degradation Trip
(2002)
Singles
1. Cut In You
Sortie : janvier 1998
2. My Song
Sortie : mai 1998
3. Dickeye
Sortie : décembre 1998

Boggy Depot est le premier album de Jerry Cantrell, guitariste et principal compositeur du groupe Alice in Chains. Cet album est paru le 31 mars 1998 sur le label Columbia Records.

## Historique
En 1997, alors qu' Alice In Chains n'a plus aucune activité, Jerry Cantrell se décide à enregistrer son premier album solo. Il avoua dans une interview pour le magazine Guitar World, qu'il n'avait jamais eu l'intention d'en enregistrer un, qu'il était en fait juste heureux d'être le guitariste/chanteur d'AIC mais que les circonstances étaient telles qu'il fallait se lancer dans quelque chose de nouveau.
Pour l'enregistrement, Jerry s'entoura du producteur du dernier album studio d'AIC, Toby Wright, de Sean Kinney et Mike Inez ses acolytes au sein d'AIC, mais aussi de trois bassistes, Rex Brown (Pantera), Les Claypool (Primus) et John Norwood Fisher (Fishbone) et d'Angelo Moore (Fishbone) aux cuivres. Rex est un veil ami et Jerry avait rencontré les trois autres alors qu'ils partageaient l'affiche du festival Lollapalooza de 1993. Les enregistrements se déroulèrent d'avril à novembre 1997 aux Studio D Recordings de Sausalito, Californie, aux Studio X de Seattle et aux Paradise Sound Studios d'Index, une petite ville du Comté de Snohomish situé dans l'État de Washington.
Le nom de l'album vient d'une ville fantôme de l'Oklahoma située sur le bord de la rivière Boggy. C'est non loin de là qu'a grandi le père de Jerry, Jerry Cantrell Sr. Sur la pochette de l'album on voit Jerry se baignant dans cette rivière et de nombreuses photos du livret ont été prises dans la région.
La sortie de l'album sera suivie d'une tournée en compagnie de Days of the New et Jerry fera la première partie pour la tournée US de Metallica. Jerry tournera aussi avec Van Halen et effectuera une tournée en tête d'affiche. Pour l'accompagner, il réunira autour de lui, à la batterie Sean Kinney (AIC), à la basse Nick Reinhardt (Old Lady Litterburg), Chris DeGarmo (ex - Queensrÿche) à la guitare et Chris Dowd (ex- Fishbone) aux claviers.
Boggy Depot ne connut pas le succès des albums d'Alice In Chains et se classa seulement à la 28e du Billboard 200.

## Liste des titres
- Toutes les musiques et paroles sont signées par Jerry Cantrell

1. Dickeye - 5:07
2. Cut You In - 3:23
3. My Song - 4:07
4. Settling Down - 6:12
5. Breaks My Back - 7:07
6. Jesus Hands - 5:37
7. Devil by His Side - 4:50
8. Keep the Light On - 4:49
9. Satisfy - 3:35
10. Hurt a Long Time - 5:41
11. Between - 3:37
12. Cold Piece - 8:29

## Musiciens
- Jerry Cantrell: chant, guitares, claviers, steel drums
- Sean Kinney: batterie, percussions
- Mike Inez: basse sur les titres 2, 6 et 7
- Rex Brown: basse sur les titres 1, 3, 8, 9 & 10
- John Norwood Fisher: basse sur les titres 4 & 5
- Les Claypool: basse sur les titres 11 & 12
- Angelo Moore: cuivres sur les titres 2 & 12

## Charts
Album
| Pays             | Durée du classement | Meilleur classement |
| ---------------- | ------------------- | ------------------- |
| Australie        | 3 semaines          | 25e                 |
| Canada           | 4 semaines          | 39e                 |
| États-Unis       | 14 semaines         | 28e                 |
| Nouvelle-Zélande | 2 semaines          | 46e                 |

Singles - Billboard (USA)
| Année | Single       | Chart                  | Duréé du classement | Position |
| ----- | ------------ | ---------------------- | ------------------- | -------- |
| 1998  | "Cut You In" | Mainstream Rock Tracks | 23 semaines         | 5e       |
| 1998  | "Cut You In" | Alternative Songs      | 15 semaines         | 15       |
| 1998  | "Dickeye"    | Mainstream Rock Tracks | 2 semaines          | 36e      |
| 1998  | "My Song"    | Mainstream Rock Track  | 21 semaines         | 6e       |